# Mia REGINA
Mia REGINA（ミア・レジーナ）は2016年に結成され、2023年まで活動していた日本の3人組の女性アイドルグループ。ディアステージ所属、レーベルはランティス。
ユニット名はラテン語で女王という意味の「REGINA」に、 私の「Mia」という意味を組み合わせた造語。『応援してくれる皆さんにとって女王のような強く気高く、しかし親しみやすい存在であり続けます。』をユニットテーマに掲げている。略称は「ミアレジ」。

## 概要
秋葉原ディアステージで活動していた霧島若歌・上花楓裏・ささかまリス子の3人が、TVアニメ『アイカツ!』の歌唱担当ユニットSTAR☆ANISとして抜擢された縁もあり、2016年8月にランティスよりデビュー。
TVアニメ作品のタイアップ曲や、Arte RefactやMONACAなどに所属するコンポーザー陣を迎えたオリジナルソングを収録しているアルバムもリリースしている。2019年6月の『ランティス祭り2019』、2021年1月の『ANIMAX MUSIX 2021 ONLINE』に出演。2020年10月からTVアニメ「せいぜいがんばれ！魔法少女くるみ」第3期OP主題歌、2021年7月からTVアニメ『白い砂のアクアトープ』のED主題歌、2021年10月からTVアニメ『逆転世界ノ電池少女』のOP主題歌を担当。
2023年7月16日に開催したワンマンライブをもって、活動を終了した。

## メンバー
霧島若歌（きりしま わか、11月7日 - ）
愛称は「わかさま」。 血液型はA型、趣味はアニメ鑑賞。好きなアニメは『忍たま乱太郎』等。
TVアニメ/データカードダス『アイカツ!』より、STAR☆ANISとして星宮いちごの歌唱を担当。その他にもfripSideのバックダンサーも務める。
ダンス経験を活かし、所属ユニットであるTVアニメ『アイカツ!』のSTAR☆ANISでは「fashion check!」「Take Me Higher」「新・チョコレート事件」の振付を担当した。他にも、Mi☆nA「恋のマジックナンバー」、ARCANA PROJECT「ACE of WONDS」「1 2 3 !」、NOW ON AIR「瞳の勇気」「カラフルスクランブル」「HPBtoU！」「Cheering Song」の振付をつけたり、にじさんじ所属のバーチャルライバー樋口楓のライブパフォーマンス指導もおこなった。
上花楓裏（うえばな ふうり、4月15日 - ）
愛称は「ふうりさん」・「ふうりちゃん」。血液型はA型、趣味は料理・ゲーム・競馬。
TVアニメ/データカードダス『アイカツ!』より、STAR☆ANISとして霧矢あおい、音城セイラの歌唱を担当。また、TVアニメ『コンクリート・レボルティオ~超人幻想~』ではエンジェルスターズとしても活動。
その他にもRay (歌手)のバックダンサーを務めたり、TVアニメ『クラシカロイド』の挿入歌「世界はMUSIC!!!」の歌唱も担当した。
2020年9月よりYouTubeチャンネル「上花楓裏と時々ミルテ」の配信を開始。
Twitchにてゲーム実況番組「ふうりっち」を不定期で配信している。
DS☆ゲーム部のメンバーとして東京ゲームショウやeQリーグに参加。  eQリーグ2020プレシーズンマッチでは、第1ゲーム「キャサリン・フルボディ」優勝、第2ゲーム「SAMURAI SPIRITS」準優勝、So-net賞(最もイベントを盛り上げた1チームに贈られる賞)、QUEEN of the Day(最もイベントを盛り上げた1選手に贈られる賞)を受賞した。
ささかまリス子（ささかま りすこ、8月13日 - ）
2017年より安藤紗々名義で作詞家として活動を開始しており、主にアニメソングやキャラクターソングの分野で活動している。
愛称は「ささりす」。趣味はミュージカルごっこ、特技は後ろスキップ。
TVアニメ/データカードダス『アイカツ!』より、STAR☆ANISとして神崎美月の歌唱を担当。また、TVアニメ『コンクリート・レボルティオ~超人幻想~』ではエンジェルスターズとしても活躍。Mia REGINAではビジュアルコンセプトなども担当する。
その他にも、「THE PARTY CLIMAX JAPAN」のメンバーとして活動している。
YouTubeにて生放送番組「夜はささくれ」を不定期で配信している。

## 楽曲一覧
| #  | タイトル                              | 作詞              | 作曲                      | 編曲               | 発売日         | 備考                                    |
| -- | ------------------------------------- | ----------------- | ------------------------- | ------------------ | -------------- | --------------------------------------- |
| 1  | ETERNALエクスプローラー               | 結城アイラ        | Kon-K                     | Kon-K              | 2016年08月24日 |                                         |
| 2  | ラブリーデイ                          | 上花楓裏          | 高田 暁                   | 高田 暁            | 2016年08月24日 |                                         |
| 3  | Radiant star                          | 霧島若歌          | 八木篤史                  | 八木篤史           | 2016年08月24日 |                                         |
| 4  | 蝶結びアミュレット                    | 真崎エリカ        | 桑原 聖                   | 山本恭平           | 2016年10月26日 |                                         |
| 5  | Magnetic                              | ささかまリス子    | 大竹智之                  | 大竹智之           | 2016年10月26日 |                                         |
| 6  | overture                              | ー                | 高野裕也                  | 高野裕也           | 2016年12月07日 |                                         |
| 7  | THAT'S A FACT! ～千里の道も一歩から～ | ささかまリス子    | 田中秀和                  | 田中秀和           | 2016年12月07日 |                                         |
| 8  | 無敵乙女化プログレス                  | 畑 亜貴           | エンドウ.                 | エンドウ.          | 2016年12月07日 |                                         |
| 9  | ambivalent future                     | 霧島若歌          | 本多友紀                  | 本多友紀           | 2016年12月07日 | 歌：霧島若歌                            |
| 10 | ギミギミ☆greedy                       | 霧島若歌          | 山下洋介                  | 山下洋介           | 2016年12月07日 | 歌：霧島若歌＆ささかまリス子            |
| 11 | with a wish                           | 上花楓裏          | 酒井陽一                  | 酒井陽一           | 2016年12月07日 | 歌：上花楓裏                            |
| 12 | つなぐ未来                            | 上花楓裏          | 森本貴大                  | 森本貴大           | 2016年12月07日 | 歌：上花楓裏＆ささかまリス子            |
| 13 | ハバネロ                              | ささかまリス子    | 倉内達矢                  | 倉内達矢           | 2016年12月07日 | 歌：ささかまリス子                      |
| 14 | White Guilty                          | 霧島若歌          | ラムシーニ                | ラムシーニ         | 2016年12月07日 |                                         |
| 15 | My Sweet Maiden                       | 真崎エリカ        | SHINTA-LOW 本多友紀       | 本多友紀           | 2017年04月26日 |                                         |
| 16 | Welcome To Our Diabolic Paradise      | デーモン閣下      | デーモン閣下 Pal@pop      | pal@pop            | 2017年04月26日 |                                         |
| 17 | kalmia                                | 霧島若歌          | 広川恵一                  | 広川恵一           | 2017年11月15日 |                                         |
| 18 | twinkle                               | 霧島若歌          | 川崎里実                  | 森谷敏紀           | 2017年11月15日 | 歌：カルディア（CV.早見沙織）           |
| 19 | NOstalgic Invitation                  | ー                | 矢鴇つかさ                | 矢鴇つかさ         | 2017年12月13日 |                                         |
| 20 | Heart of gold                         | 結城アイラ        | 矢鴇つかさ                | 矢鴇つかさ         | 2017年12月13日 |                                         |
| 21 | Ms.Rからの新着メール                  | ささかまリス子    | 田中秀和                  | 田中秀和           | 2017年12月13日 |                                         |
| 22 | キンモクセイ                          | 霧島若歌 上花楓裏 | 原田 篤                   | 原田 篤            | 2017年12月13日 | 歌：霧島若歌＆上花楓裏                  |
| 23 | kalmia ～Y or N MIX～                 | 霧島若歌          | 広川恵一                  | 広川恵一           | 2017年12月13日 |                                         |
| 24 | Yes or Yes                            | ささかまリス子    | 石濱翔                    | 石濱 翔            | 2017年12月13日 |                                         |
| 25 | Dear Teardrop                         | こだまさおり      | 渡辺和紀                  | 渡辺和紀           | 2018年02月28日 |                                         |
| 26 | DREAMER’S PAIN                        | 畑 亜貴           | 菊田大介                  | 菊田大介           | 2018年02月28日 |                                         |
| 27 | 純正エロティック                      | 只野菜摘          | 坂野上陽介 マイケル・ムー | kume. 桑田健吾     | 2018年11月14日 |                                         |
| 28 | Enchante                              | 只野菜摘          | 太田雅友                  | 太田雅友           | 2018年11月14日 |                                         |
| 29 | ピンヒール・ムーン                    | 只野菜摘          | KURITA                    | KURITA 森 悠也     | 2018年11月14日 |                                         |
| 30 | 暁歌                                  | 霧島若歌          | 古賀頌哉                  | 浅田靖             | 2019年01月09日 |                                         |
| 31 | ガールズ・オンリー・ミラクル！        | 松井洋平          | AstroNoteS                | AstroNoteS         | 2019年04月10日 |                                         |
| 32 | 魔法少女は止まらない                  | 山本メーコ        | 佐藤陽介                  | 佐藤陽介           | 2019年04月10日 |                                         |
| 33 | Non stop road                         | 畑 亜貴           | 江並哲志                  | 斎木達彦           | 2019年05月29日 | カバー＆リアレンジ                      |
| 34 | マイペース大王                        | manzo             | manzo                     | 中野領太           | 2019年05月29日 | カバー＆リアレンジ                      |
| 35 | ねぇ、…しようよ！                     | KOTOKO            | 中沢伴行                  | 伊藤 立            | 2019年05月29日 | カバー＆リアレンジ                      |
| 36 | ありがとう～                          | BON'Z             | IKKI                      | 山下洋介           | 2019年05月29日 | カバー＆リアレンジ , 歌：霧島若歌       |
| 37 | VICTORY                               | 影山ヒロノブ      | 河野陽吾                  | 馬渕直純           | 2019年05月29日 | カバー＆リアレンジ                      |
| 38 | シュガーソングとビターステップ        | 田淵智也          | 田淵智也                  | 矢野博康           | 2019年05月29日 | カバー＆リアレンジ                      |
| 39 | 少年よ我に帰れ                        | ティカ・α         | ティカ・α                 | 出羽良彰           | 2019年05月29日 | カバー＆リアレンジ , 歌：ささかまリス子 |
| 40 | Precious Memories                     | 栗林みな実        | 栗林みな実                | Dr.Dalmatian       | 2019年05月29日 | カバー＆リアレンジ , 歌：上花楓裏       |
| 41 | STARDOM！                             | 唐沢美帆          | 蔦谷好位置                | 長橋健一           | 2019年05月29日 | カバー＆リアレンジ                      |
| 42 | タキシード・ミラージュ                | 武内直子          | 小坂明子                  | eji                | 2019年05月29日 | カバー＆リアレンジ                      |
| 43 | 無謬の花                              | 松井洋平          | 太田貴之 halu-note        | 太田貴之 halu-note | 2019年08月21日 |                                         |
| 44 | モバイルバッテリー                    | 松井洋平          | 増田武史                  | 増田武史           | 2019年08月21日 |                                         |
| 45 | Healthy                               | ささかまリス子    | 睦月周平                  | 睦月周平           | 2019年08月21日 |                                         |
| 46 | 流れ星                                | halu-note         | 太田貴之 halu-note        | 太田貴之 halu-note | 2019年10月09日 |                                         |
| 47 | I got it!                             | ささかまリス子    | 神田ジョン                | 神田ジョン         | 2020年04月22日 |                                         |
| 48 | Miau...                               | ささかまリス子    | 夢見クジラ                | 立山秋航           | 2020年04月22日 |                                         |
| 49 | アリスとダンス                        | 霧島若歌          | Yocke                     | Yocke              | 2020年04月22日 |                                         |
| 50 | Endless Warp Zone                     | Q-MHz             | Q-MHz                     | Q-MHz              | 2020年09月16日 |                                         |
| 51 | S.P.I.N.A.                            | hotaru            | Tom-H@ck                  | RINZO              | 2020年09月16日 |                                         |
| 52 | HUMAVOID                              | ミズノゲンキ      | R・O・N                   | R・O・N            | 2020年09月16日 |                                         |
| 53 | Cidre                                 | ささかまリス子    | 田中秀和                  | 田中秀和           | 2020年09月16日 |                                         |
| 54 | 終末への天撃                          | 松井洋平          | 砂守岳央                  | 砂守岳央           | 2020年11月04日 |                                         |
| 55 | 月海の揺り籠                          | 草野華余子        | 草野華余⼦                | 中⼭真⽃           | 2021年07月28日 |                                         |
| 56 | Dear!!!                               | ささかまリス子    | 伊藤和馬                  | 伊藤和馬           | 2021年07月28日 |                                         |
| 57 | Fever Dreamer                         | hotaru            | Tom-H@ck                  | RINZO              | 2021年11月03日 |                                         |
| 58 | Heartbeat again                       | 畑 亜貴           | 俊龍                      | XELIK              | 2021年11月03日 |                                         |

## タイアップ曲
| #  | タイトル                         | タイアップ                                                    | 時期   |
| -- | -------------------------------- | ------------------------------------------------------------- | ------ |
| 1  | ETERNALエクスプローラー          | TVアニメ『ももくり』EDテーマ                                  | 2016年 |
| 2  | 蝶結びアミュレット               | TVアニメ『装神少女まとい』OPテーマ                            | 2016年 |
| 3  | ラブリーデイ                     | スマホアプリ『スクールスタードリーム～カミオシ！～』主題歌    | 2016年 |
| 4  | My Sweet Maiden                  | TVアニメ『sin 七つの大罪』OPテーマ                            | 2017年 |
| 5  | Welcome to our diabolic paradise | TVアニメ『sin 七つの大罪』EDテーマ                            | 2017年 |
| 6  | ガールズ・オンリー・ミラクル！   | Webアニメ『せいぜいがんばれ!魔法少女くるみ』第1期OPテーマ     | 2017年 |
| 7  | kalmia                           | TVアニメ『Code:Realize 〜創世の姫君〜』OPテーマ               | 2017年 |
| 8  | Dear Teardrop                    | TVアニメ『citrus』EDテーマ                                    | 2018年 |
| 9  | DREAMER'S PAIN                   | スマホアプリ『ブレイドスマッシュ』主題歌                      | 2018年 |
| 10 | 純正エロティック                 | TVアニメ『閃乱カグラ SHINOVI MASTER -東京妖魔篇-』EDテーマ    | 2018年 |
| 11 | 魔法少女は止まらない             | Webアニメ『せいぜいがんばれ!魔法少女くるみ』第2期OPテーマ     | 2018年 |
| 12 | 無謬の花                         | TVアニメ『可愛ければ変態でも好きになってくれますか?』EDテーマ | 2019年 |
| 13 | I got it!                        | TVアニメ『天晴爛漫!』OPテーマ                                 | 2020年 |
| 14 | 終末への天撃                     | TVアニメ「せいぜいがんばれ!魔法少女くるみ」第3期OPテーマ      | 2020年 |
| 15 | 月海の揺り籠                     | TVアニメ「白い砂のアクアトープ」EDテーマ                      | 2021年 |
| 16 | Fever Dreamer                    | TVアニメ「逆転世界ノ電池少女」OPテーマ                        | 2021年 |

## ライブ
| 2016年   | 2016年                                                         | 2016年                                    | 2016年                   |
| 開催日   | 公演タイトル                                                   | 場所                                      | 備考                     |
| -------- | -------------------------------------------------------------- | ----------------------------------------- | ------------------------ |
| 6月24日  | DEARSTAGES SHOWCASE 2016                                       | 品川ステラボール                          | デビュー前ライブ初披露   |
| 8月27日  | Mia REGINAデビュー記念パーティ                                 | 秋葉原DearStage                           | デビュー後ライブ初披露   |
| 9月3日   | 「ETERNALエクスプローラー」発売記念イベント                    | HMV&BOOKS TOKYO                           | ミニライブ＆特典お渡し会 |
| 9月17日  | TVアニメ「装神少女まとい」最速先行上映会 in 京都               | 京都コンピュータ学院 京都駅前校           |                          |
| 9月17日  | 京都国際マンガ・アニメフェア2016                               | みやこめっせ                              |                          |
| 9月24日  | TVアニメ「装神少女まとい」最速先行上映会 in 東京               | 東京劇場                                  |                          |
| 10月15日 | SAPPORO ANI-HIGH!!                                             | Zepp Sapporo                              |                          |
| 11月5日  | 「蝶結びアミュレット」発売記念ミニライブ                       | 東京ドームシティ ラクーアガーデンステージ | ミニライブ＆特典お渡し会 |
| 11月6日  | 「蝶結びアミュレット」発売記念ミニライブ                       | 大阪 くずはモール                         | ミニライブ＆特典お渡し会 |
| 12月11日 | 「THAT'S A FACT!」発売記念イベント「千里の道も一歩から！」     | 秋葉原DearStage                           |                          |
| 12月13日 | TVアニメ「装神少女まとい」最終回直前！まといファンミーティング | 科学技術館サイエンスホール                |                          |
| 12月24日 | Mia REGINA 1stワンマン LIVE 「THAT'S A FACT!」                 | 下北沢GARDEN                              | 初のワンマンライブ       |

| 2017年   | 2017年                                                               | 2017年                      | 2017年                   |
| 開催日   | 公演タイトル                                                         | 場所                        | 備考                     |
| -------- | -------------------------------------------------------------------- | --------------------------- | ------------------------ |
| 2月26日  | かなざわアニソンフェス2017                                           | 本多の森ホール              |                          |
| 5月1日   | アニソンダンスバトル 全国決戦 アキバ×ストリート4 カーニバル -FINAL-  | TSUTAYA O-EAST              |                          |
| 5月13日  | OTOTEN AUDIO・VISUAL FESTIVAL 2017                                   | 東京国際フォーラム          |                          |
| 5月14日  | 「My Sweet Maiden 」発売記念イベント                                 | HMVイオンモールナゴヤ前店   | ミニライブ＆握手会       |
| 6月3日   | Invitation: Mia REGINA DS ～Oh!遊戯は昼下がりに～                    | 秋葉原DearStage             |                          |
| 6月25日  | DEARSTAGE SHOWCASE2017                                               | 渋谷WWW                     |                          |
| 8月5日   | 仙台アニメフェス1st                                                  | 仙台国際センター            |                          |
| 8月26日  | Invitation: Mia REGINA DS ～せいぜい頑張るミアレジーナ～             | 秋葉原DearStage             |                          |
| 9月2日   | 波のる☆DEARSTAGE 音魂SEASTUDIO                                       | 三浦海岸                    |                          |
| 9月17日  | 深窓音楽演奏会其ノ四                                                 | 新宿BLAZE                   |                          |
| 10月29日 | 河野万里奈 全国ツアー 『We are MARINARS!!』東京公演                  | Shibuya duo MUSIC EXCHANGE  |                          |
| 12月1日  | 秋葉原ディアステージ 10th Anniversary DEARSTAGE SHOWCASE 2017 WINTER | 品川プリンスホテル クラブeX |                          |
| 12月2日  | 乙女ちっく♡ダンスホール vol.3                                        | 秋葉原MOGRA                 |                          |
| 12月15日 | 「YES or NOstalgic!!!」発売記念イベント                              | AKIHABARAゲーマーズ本店     | ミニライブ＆特典お渡し会 |
| 12月16日 | 聖なる☆ディアステージ                                                | 舞浜アンフィシアター        |                          |
| 12月30日 | Mia REGINA 2ndワンマンライブ「YES or NOstalgic!!!」                  | 下北沢GARDEN                |                          |

| 2018年   | 2018年                                                            | 2018年                                    | 2018年     |
| 開催日   | 公演タイトル                                                      | 場所                                      | 備考       |
| -------- | ----------------------------------------------------------------- | ----------------------------------------- | ---------- |
| 3月24日  | Anime Japan 2018 citrus 最終話放送直前スペシャルステージ          | 東京国際展示場                            |            |
| 3月24日  | AJ Night 2018                                                     | 豊洲PIT                                   |            |
| 4月30日  | SAMURAI GIRLS FESTIVAL 2018 in JAPAN                              | ディファ有明                              |            |
| 7月9日   | STARMARIE 10th Anniversary LIVE                                   | 渋谷duo MUSIC EXCHANGE                    |            |
| 9月16日  | 東海ラジオ大感謝祭2018～夢ラジオ～                                | 名古屋 栄・オアシス21                     |            |
| 11月18日 | 「純正エロティック」発売記念リリースパーティー                    | 秋葉原DearStage                           |            |
| 11月23日 | 「純正エロティック」リリース記念イベント                          | 東京ドームシティ ラクーアガーデンステージ | ミニライブ |
| 12月25日 | エアトリ presents 毎日がクリスマス 2018 ～聖なる☆ディアステージ～ | 横浜赤レンガホール                        |            |

| 2019年   | 2019年                                                                 | 2019年                   | 2019年                                         |
| 開催日   | 公演タイトル                                                           | 場所                     | 備考                                           |
| -------- | ---------------------------------------------------------------------- | ------------------------ | ---------------------------------------------- |
| 1月27日  | Mia REGINA ファンミーティング～ミア♡アンプラグド～                     | GRAPES KITASANDO         | アコースティックギター、ピアノ、カホンの生演奏 |
| 3月17日  | STARMARIE PRESENTS “FANTASY TOWN -The Dark Style-”                     | 下北沢GARDEN             |                                                |
| 3月24日  | LAVILITH音楽祭儀「Music Magi」1st coven                                | 渋谷WWWX                 |                                                |
| 4月7日   | FANJ Premium Live 2019                                                 | 京都FANJ                 |                                                |
| 6月23日  | 20th Anniversary Liveランティス祭り2019 A・R・I・G・A・T・O ANISONG    | 幕張メッセ               |                                                |
| 9月16日  | Mia REGINA ワンマンライブ2019 Special Live 「RE!RE!!RE!!!Recital」     | 渋谷aube                 | 昼公演                                         |
| 9月16日  | Mia REGINA ワンマンライブ2019 3rd Anniversary Live 無謬の花            | 渋谷aube                 | 夜公演                                         |
| 9月28日  | 水島精二監督生活20周年記念公演                                         | ヒューリックホール東京   |                                                |
| 10月22日 | スター☆トゥインクル フェスティバル vol.4                               | 品川インターシティホール |                                                |
| 12月21日 | エアトリ presents 毎日がクリスマス 2019                                | 横浜赤レンガホール       |                                                |
| 12月25日 | エアトリ presents 毎日がクリスマス 2019～聖なる☆ディアステージ vol.2～ | 横浜赤レンガホール       |                                                |

| 2020年   | 2020年                                                    | 2020年                    | 2020年                             |
| 開催日   | 公演タイトル                                              | 場所                      | 備考                               |
| -------- | --------------------------------------------------------- | ------------------------- | ---------------------------------- |
| 1月13日  | 秋葉原ディアステージ4thワンマン2020 ～川崎店へようこそ♡～ | 川崎CLUB CITTA            |                                    |
| 2月2日   | ACE of CUPS vol.1                                         | SHIBUYA PLEASURE PLEASURE |                                    |
| 3月28日  | #DSPM STREAM FESTIVAL DAY1                                |                           | ライブ＆トーク配信                 |
| 8月24日  | Mia REGINA デビュー4周年記念番組                          | 秋葉原ゲーマーズ          | ミニライブ＆インターネットサイン会 |
| 8月30日  | Risuko Sasakama Birthday Stream                           | 青山月見ル君想フ          | ミュージカル＆ライブ配信           |
| 9月22日  | 「MIAUSEUM -キュレーション-」発売記念ミニライブ＆チェキ会 | マップ劇場                | ミニライブ＆インターネットサイン会 |
| 9月27日  | MIAUSEUMへようこそ！                                      | 下北沢GARDEN              | ライブ＆アフタートーク配信         |
| 10月25日 | DSインドア体育音楽祭（昼の部）                            |                           | 司会＆応援ライブ配信               |
| 10月31日 | ANIMAX MUSIX NEXTAGE ONLINE supported by U-NEXT           | Veats SHIBUYA             | ライブ配信                         |
| 12月5日  | 最高フェス vol.16                                         | 渋谷Star lounge           |                                    |

| 2021年   | 2021年                                                   | 2021年                                            | 2021年                     |
| 開催日   | 公演タイトル                                             | 場所                                              | 備考                       |
| -------- | -------------------------------------------------------- | ------------------------------------------------- | -------------------------- |
| 1月31日  | ANIMAX MUSIX ONLINE supported by U-NEXT DAY2             | 有明アリーナ                                      | ライブ配信                 |
| 3月6日   | #MiaDreamer                                              | TSUTAYA O-nest                                    |                            |
| 4月25日  | デリッシャスvol.9 ～DJサナチャーンPARTY！～              | 秋葉原DearStage                                   | ライブ配信                 |
| 7月30日  | ｢月海の揺り籠｣発売記念 無料配信ライブ&オンラインサイン会 |                                                   | ライブ配信                 |
| 9月5日   | BIT CONNECTION FES ver0.0                                | USEN STUDIO COAST                                 |                            |
| 10月9日  | #かっこいいアニソンがかかるイベント 7th anniversary      | 秋葉原MOGRA                                       |                            |
| 11月2日  | 「Fever Dreamer」発売記念ライブ＆オンラインサイン会      | ソフマップ                                        | ライブ＆オンラインサイン会 |
| 11月7日  | 「Fever Dreamer」発売記念Mia PARTY                       | 秋葉原DearStage                                   |                            |
| 11月26日 | MEAT meets MUSIC Fes SAITAMA 2021                        | さいたまスーパーアリーナ コミュニティアリーナ     |                            |
| 12月5日  | 超アニソンライブ2021                                     | りゅーとぴあ 新潟市民芸術文化会館コンサートホール |                            |
| 12月12日 | 京 Premium Live 2021                                     | ロームシアター京都                                |                            |

| 2022年  | 2022年                           | 2022年                 | 2022年 |
| 開催日  | 公演タイトル                     | 場所                   | 備考   |
| ------- | -------------------------------- | ---------------------- | ------ |
| 1月29日 | Mia Party レア曲縛りLIVE!        | 秋葉原DearStage        |        |
| 2月27日 | ささかまリス子12周年イベント     | 秋葉原DearStage        |        |
| 3月13日 | MUSiC AQUARiUM                   | 品川クラブeX           |        |
| 4月3日  | Mia Party!                       | 秋葉原DearStage        |        |
| 8月13日 | シンビジフェス vol.1＆vol.2      | 心斎橋ANIMA            |        |
| 8月21日 | 吉祥寺デイドリームディアステージ | 吉祥寺Star Pine's Cafe |        |
| 9月18日 | ナガノアニエラフェスタ 20〜22    | 駒場公園（長野県）     |        |

## アニ☆ディア
「アニ☆ディア」はMia REGINAが主催するアニソン歌手にフィーチャーしたライブイベント。幅広いジャンルの歌手・ユニットを出演者として迎えているのが特徴。アニソンにまつわるエピソードや出演者への質問コーナーが設けられ、普段耳にすることができない貴重なエピソードが披露される。アンコールでは出演者が全員参加し、夢のコラボが実現されるのも見どころのひとつ。

### アニ☆ディア 年表
| Vol                  | 日付                    | 会場                 | 出演者                                                         |
| -------------------- | ----------------------- | -------------------- | -------------------------------------------------------------- |
| Vol.1                | 2018年05月30日 (水)     | 高円寺HIGH           | 市倉 有菜、愛野 えり、河野 万里奈、Mia REGINA                  |
| Vol.2                | 2018年06月30日 (土)     | TwinBox AKIHABARA    | 白河 なな(O.A.)、たぴみる、桜野 羽咲、Mia REGINA               |
| Vol.3                | 2018年07月28日 (土)     | TwinBox AKIHABARA    | 小泉 よう(O.A.)、片霧 烈火、鈴湯、Mia REGINA                   |
| Vol/4                | 2018年09月22日 (土)     | 下北沢GARDEN         | 栗林みな実、YURiKA、Mia REGINA                                 |
| Vol.5                | 2018年11月25日 (日)     | 渋谷チェルシーホテル | ChouCho、NOW ON AIR、Mia REGINA                                |
| Vol.6                | 2019年02月02日 (土)     | 下北沢GARDEN         | faylan、亜咲花、Mia REGINA                                     |
| Vol.7                | 2019年05月06日 (月・祝) | 浅草GoldSounds       | THE PARTY CLIMAX JAPAN(O.A.)、milktub、Mia REGINA              |
| 番外編～霧島生誕祭～ | 2019年12月01日 (日)     | 高円寺HIGH           | TECHNOBOYS PULCRAFT GREEN-FUND、Faylan、霧島若歌、Mia REGINA、 |

## 出演

### 書籍
- リスアニ! Vol.26[16]
- リスアニ! Vol.32[17]
- 声優アニメディア（2021年9月号）[18]

### テレビ
- アニ☆ステ（TOKYO MX 2017年4月27日）[19]
- ANIMAX MUSIX NEXTAGE ～開催直前スペシャル～（BSアニマックス 2020年2月2日）[20]

### ラジオ
- 電波ラボラトリー（2016年6月9日、WEBラジオ）
- オムニボット ナイト！（2016年9月9日、文化放送超A&G+）[21]
- 諏訪彩花と大空直美の「”送信”少女まとい」ラジオ！！（2016年9月9日、WEBラジオ）[22]
- 電波ラボラトリー（2016年10月13日、WEBラジオ）[23]
- 鷲崎健のヨルナイト×ヨルナイト（2016年12月22日、文化放送超A&G+）[24]
- Mia REGINAのTHAT'S A RADIO〜千里の道はラジオから〜（2017年4月3日 - 2018年3月26日、東海ラジオ放送 月曜20:30-21:00）[25]
- HAPPY-GO-LUCKY かをる★のミュージックどん丼 79.2（2017年4月22日、江東区レインボータウンFM）[26]
- OTOTEN（2017年5月13日、音楽専門衛星ラジオミュージックバード）[27]
- 60TRY部（ラジオ日本)2017年11月30日）[28]
- COUNTDOWN FRIDAY #飯田里穂 のオールアニソンTOP20（2017年12月8日、TS ONE）[29]
- A&G ARTIST ZONE Mia REGINAのTHE CATCH（文化放送超!A&G+ 2018年4月6日 - 2020年12月25日 金曜18:00～19:00）[30]
- 60TRY部（2018年11月6日、ラジオ日本）[31]
- ノン子とのび太のアニメスクランブル（2018年11月7日、文化放送超A&G+）[32]
- Starting STYLE!! ～Countdown to Lantis matsuri～（bay FM、2019年5月18日）[33]
- Starting STYLE!! ～Countdown to Lantis matsuri～（bay FM、2019年5月25日）[33]
- アーティスト・セルフ・ポートレート（USEN C26ch 2019年5月27日-6月2日 ※週間パーソナリティ）[34]
- 60TRY部（2019年6月6日、ラジオ日本）[35]
- 鷲崎健のヨルナイト×ヨルナイト（2019年6月6日、文化放送超A&G+）[36]
- 60TRY部（2019年8月15日、ラジオ日本）[37]
- ノン子とのび太のアニメスクランブル（2019年8月21日、文化放送超A&G+）[38]
- 相沢梨紗 のラジオ活動（2020年9月21日、FM FUJI）[39]
- 60TRY部（2020年9月24日、ラジオ日本）[40]
- 鷲崎健のヨルナイト×ヨルナイト（2020年9月24日、文化放送超A&G+）[41]
- 相沢梨紗 のラジオ活動（2020年9月28日、FM FUJI）[42]
- 亜咲花 Animetick Night（2020年10月10日、CBCラジオ）[43]
- A&Gリクエストアワー 阿澄佳奈のキミまち！（2021年7月17日、文化放送超A&G+）[44]
- 学園祭学園 青木佑磨のザ・ゴールデン・ゴールド・ゴー・ゴー（2021年7月23日、文化放送超A&G+）[45]
- 亜咲花のTHE CATCH（※出演：ささかまリス子のみ）（2021年7月26日、文化放送超A&G+）[46]
- アーティスト・セルフ・ポートレート（USEN C26ch 2021年7月26日-8月1日 ※週間パーソナリティ）[47]
- ノン子とのび太のアニメスクランブル（2021年7月28日、文化放送超A&G+）[48]
- 60TRY部（2021年7月28日、ラジオ日本）[49]
- 鷲崎健のヨルナイト×ヨルナイト（2021年11月4日、文化放送超A&G+）[50]
- Happy Voice! from YOKOHAMA（2021年11月5日、ラジオ日本)[51]
- 鈴木愛奈のring A radio（※出演：霧島若歌のみ）（2021年11月19日、音泉)[52]
- ファイルーズあいの“愛”・ルーズ・Fight！（2021年11月23日、音泉)[53]